# ABB
ABB NASDAQ OMX: ABB, tidligere Asea Brown Boveri, er et multinationalt selskab med hovedkvarter i Zürich, Schweiz. Koncernen opererer hovedsageligt indenfor kraft- og automationsteknologi til forsyningsvirksomheder og industrien. ABB er et af verdens største ingeniørvirksomheder såvel som et af de største konglomerater i verden. ABB har aktiviteter i omkring 100 lande og beskæftiger 145.000 ansatte. I Danmark har ABB flere afdelinger, bl.a. i Fredericia, Odense, Skovlunde, Aalborg, Aarhus og Esbjerg. Omkring 600 personer arbejder i den danske del af koncernen.
ABB er noteret på børserne i Zürich, Stockholm og New York.

## Kritik
I 2000 solgte ABB atomteknologi, samt kapacitet til fremstilling af plutonium til Nordkorea. Nordkorea har i mange år forsøgt at bygge kernevåben, og landet gennemførte en atomprøvesprængning i oktober 2006.
ABB's leverance af atomteknologi var resultatet af en aftale fra 1994 mellem USA (ledet af den daværende præsident Bill Clinton) og Nordkorea, der gav Nordkorea mulighed for at opføre to atomreaktorer i Kumho i den østlige del af landet mod at Nordkorea indstillede sit militære atomprogram. Kontrakten i 2000 var således i overensstemmelse med internationale aftaler. Donald Rumsfeld, der som forsvarsminister under George W. Bush var med til at udpege Nordkorea som værende en del af "Ondskabens akse", sad i ABB's bestyrelse da kontrakten blev indgået. Handlen med Nordkorea udløste således kritik af Donald Rumsfelds rolle i leverancen.